# Hybovalgus tonkinensis
Hybovalgus tonkinensis är en skalbaggsart som beskrevs av Moser 1904. Hybovalgus tonkinensis ingår i släktet Hybovalgus och familjen Cetoniidae. Inga underarter finns listade i Catalogue of Life.